# 안매권
안매권(安邁權, 1758년(영조 34)~1841년(헌종 7))은 조선 후기 문신이다. 자는 덕수(德叟)이다. 본관은 순흥(順興)이며, 출신지는 평안남도 안주(安州)이다.증조부는 장락정에 추증된 안근지(安謹之)이고, 조부는 좌승지에 추증된 안흔(安盺)이며, 부친은 호조참판에 추증된 안정래(安正來)이다. 외조부는 김남숙(金南淑)이다.
1780년(정조 4) 경자 식년시 문과에 23세의 나이로 급제하였다. 벼슬은 정조시대에 승정원가주서(假注書), 기주관(記注官), 성균관박사(博士), 전적(典籍), 병조좌랑(兵曹佐郞), 예조정랑(禮曹正郞), 외직으로 오수찰방(獒樹察訪)과 삼례찰방(三禮察訪)등을 역임하였고 순조대에 사헌부장령(掌令)을 역임하였다.
헌종대에 돈령부 도정(都正),부호군을 역임하였다. 문과급제후 회방(回榜)이 되는 해에 다시 가자되어 품계는 종 2품 가선대부에 이르렀고, 호군, 오위도총부부총관(副總管)등을 역임하였다.
안매권의 인물 됨됨은 승정원일기와 일성록에 오수와 삼례찰방으로 재임 시에 암행어사의 인물평으로 알 수 있다. 1787년(정조 11) 호남암행어사 심진현(沈晉賢)은 ‘오수찰방(獒樹察訪) 안매권(安邁權)은 사람 됨됨이가 진실로 정밀하고 자세하며, 정사 또한 근실하고 겸손하며, 기민을 진휼하는 데에 능히 정성을 다하였다.’고 복명(復命)하였으며, 삼례찰방 재임 시에 호남암행어사 정만석의 서계에 따르면 ‘삼례찰방 안매권의 경우 이곳 아전들은 간악한 짓을 멈추었고, 백성들은 그가 떠나는 것을 안타까워하고 있다.’라고 적고 있다